# غامبوليانو
غامبوليانو (بالإيطالية: Gambugliano)‏ هي مدينة في مقاطعة فشنزة بمنطقة فنيتة، شمال إيطاليا.